# Dénomination de Dieu dans l'islam
 (octobre 2020).
 (octobre 2020).
La mise en forme du texte ne suit pas les recommandations de Wikipédia : il faut le « wikifier ».
Les points d'amélioration suivants sont les cas les plus fréquents. Le détail des points à revoir est peut-être précisé sur la page de discussion.
- Les titres sont pré-formatés par le logiciel. Ils ne sont ni en capitales, ni en gras.
- Le texte ne doit pas être écrit en capitales (les noms de famille non plus), ni en gras, ni en italique, ni en « petit »…
- Le gras n'est utilisé que pour surligner le titre de l'article dans l'introduction, une seule fois.
- L'italique est rarement utilisé : mots en langue étrangère, titres d'œuvres, noms de bateaux, etc.
- Les citations ne sont pas en italique mais en corps de texte normal. Elles sont entourées par des guillemets français : « et ».
- Les listes à puces sont à éviter, des paragraphes rédigés étant largement préférés. Les tableaux sont à réserver à la présentation de données structurées (résultats, etc.).
- Les appels de note de bas de page (petits chiffres en exposant, introduits par l'outil «  Source ») sont à placer entre la fin de phrase et le point final[comme ça].
- Les liens internes (vers d'autres articles de Wikipédia) sont à choisir avec parcimonie. Créez des liens vers des articles approfondissant le sujet. Les termes génériques sans rapport avec le sujet sont à éviter, ainsi que les répétitions de liens vers un même terme.
- Les liens externes sont à placer uniquement dans une section « Liens externes », à la fin de l'article. Ces liens sont à choisir avec parcimonie suivant les règles définies. Si un lien sert de source à l'article, son insertion dans le texte est à faire par les notes de bas de page.
- La présentation des références doit suivre les conventions bibliographiques. Il est recommandé d'utiliser les modèles {{Ouvrage}}, {{Chapitre}}, {{Article}}, {{Lien web}} et/ou {{Bibliographie}}. Le mode d'édition visuel peut mettre en forme automatiquement les références.
- Insérer une infobox (cadre d'informations à droite) n'est pas obligatoire pour parachever la mise en page.

Pour une aide détaillée, merci de consulter Aide:Wikification.
Si vous pensez que ces points ont été résolus, vous pouvez retirer ce bandeau et améliorer la mise en forme d'un autre article.

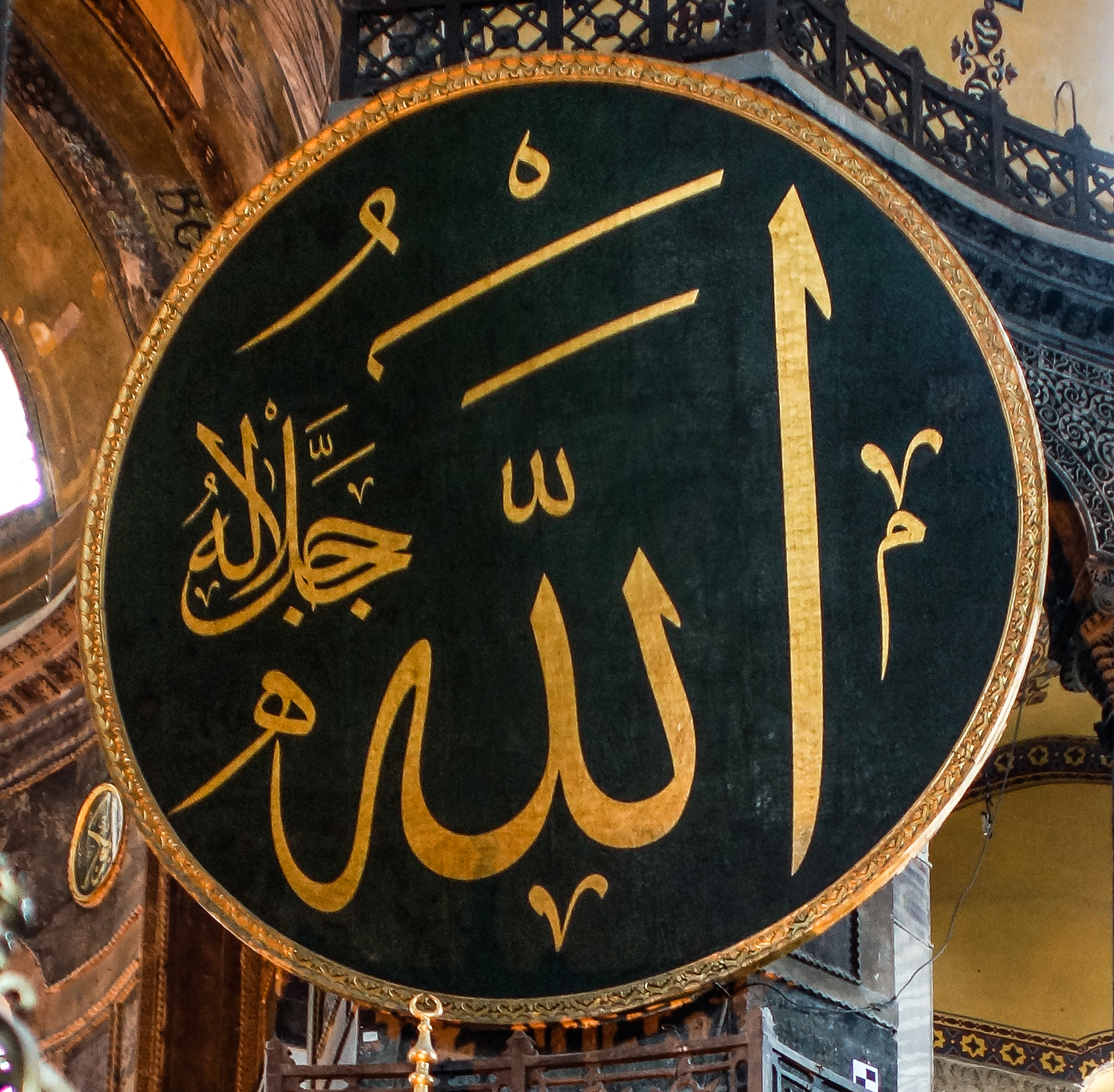
Calligraphie du nom d'Allah en arabe, dans un des huit médaillons ornant l'intérieur de Sainte-Sophie à Istanbul.

La dénomination de Dieu dans l'islam se fait par 99 noms (nombre généralement admis par les oulémas).
Outre l'appellation d'Allah, qui signifie littéralement « le Dieu », plusieurs autres noms sont utilisés dans le Coran pour nommer Dieu. De plus, un hadith mentionne ces noms. Ils sont appelés en arabe أسماء الله الحسنى (Asma’ Allah al-Ḥusná), c'est-à-dire « les plus beaux noms de Dieu », tandis que les attributs de Dieu sont appelés   صفات الله (sifât Allah).

## Origines et sources de cette compilation de 99 noms
Selon un hadith : « Certes, Dieu a 99 noms, cent moins un. Quiconque les énumère entrera au Paradis ; Il est sans alter-ego et récompense le fait de citer ces noms un à un. » (Boukhāri, tome 8, B.12, R.12, hadith « du Prophète » d'Abū Hurayra).
Il existe plusieurs versions de ces listes car ces noms ont été extraits de différents passages du Coran et des hadiths.
Un autre hadith, rapporté par At-Tirmidhi, cite également 99 noms et il s'agit de la liste la plus communément rencontrée. Toutefois, les oulémas affirment[réf. nécessaire] que cette liste n'est pas attribuée au prophète Mahomet, mais à certains rapporteurs du hadith. Il est généralement admis, chez ces oulémas[Lesquels ?], qu'Allah possède plus de 99 noms dont certains ne sont pas connus. Un hadith parle ainsi de noms dont Allah s'est réservé la connaissance.

## Présentation des noms de Dieu
Tous les noms d'Allah commencent par un article. Leur signification ne peut être déduite de la signification que l'habitude leur donne lorsqu'il est question d'autre que Dieu, ce qui conduit de nombreux auteurs à pratiquer ce que d'aucuns appellent la traduction de l'aveugle : ainsi le seul nom français d'Allah est « Dieu » ; les musulmans n'admettent donc pas l'usage des expressions « le Tout Miséricordieux », « le Très Miséricordieux », « l’Éternel », « la Lumière », etc., si répandus dans la littérature non érudite et dont le sens n’est pas conforme à ce que visent les différents noms arabes généralement associés à ces noms propres français.[réf. nécessaire]
Ces noms n'ont pas été rapportés dans la tradition musulmane qui interdit d'inventer des noms propres pour Dieu. De plus, ils ne correspondent pas aux significations des différents noms, comme le montre le tableau qu'on trouvera plus loin. La particularité de l'arabe de ce point de vue étant que des mots comme ad-Da'im peuvent être considérés comme des noms mais, faute d'être mentionnés dans un hadith, auront le statut de nom d'attribut, c'est-à-dire qu'ils seront le fa^il d'un fi^il, le nom verbal d'un verbe.

### Les 99 noms rapportés par Al-Waleed ibn Muslim dans Jami`Al-Tirmidhî
Les noms mentionnés dans la narration du hadith d'Al-Walid ibn Muslim dans Jami` At-Tirmidhi sur les 99 noms d'Allah, constituent la liste la plus répandue et la plus controversée, elle est présentée dans le tableau figurant ci-dessous.
Certains oulémas (Al ridwany, Ibn Hazm, Ibn Uthaymin) ont enlevé les noms non fondés parce qu'ils n'ont pas été cités ni dans un verset du coran ni dans un hadith, et les ont remplacés par d'autres noms fondés.
Par exemple, Ibn Uthaymin dans son livre Éclaircie dans l'explication des préceptes similaires note en page 2 : « Ses attributs ne peuvent pas être délimités par un nombre déterminé » اسماؤه سبحانه لم تكن **** محصورة بعدد معين.
La section suivant le tableau présente quelques-uns de ces noms supplémentaires.
| Les noms en rouge  | les noms qui ne figurent ni dans le Coran ni dans la sunna (الاسماء غير الثابتة)      |
| Les noms en orange | les noms couplés et restreints qui figurent dans le Coran (الأسماء المضافة و المقيدة) |

| #  | Arabe              | Prononciation | Transcription         | Traduction française                   | Détails |
| -- | ------------------ | ------------- | --------------------- | -------------------------------------- | --- |
|    | الله               | Écouter       | Allah                 | Allah ("Le Dieu" littéralement)        | Celui qui est la divinité, c’est-à-dire Celui qui mérite l’adoration, et à qui on doit l’extrême soumission et l’extrême humilité.. |
| 1  | ٱلْرَّحْمَـٰنُ            | Écouter       | Ar-Rahmān             | Le Tout-Miséricordieux                 | Clément envers ses créatures. La clémence d'une mère envers son enfant est une partie infime de Son immense clémence envers Ses créatures. Son châtiment est le plus dur et sévère de tous les châtiments mais Sa clémence a précédé Sa colère ; et ce nom fait partie des noms que l’on n’attribue à nul autre qu'Allah. |
| 2  | ٱلْرَّحِيْمُ             | Écouter       | Ar-Rahīm              | Le Très-Miséricordieux                 | Miséricordieux pour ce qu'Il a créé. Il fait pleuvoir le ciel au-dessus des peuples même les plus pécheurs par miséricorde envers les bébés, les vieux et les animaux, alors qu'Il (a pu) peut (et pourra) les châtier par soif. Le terme Ar-Rahmān englobe la signification du terme Ar-Rahīm sans retirer sa signification initiale[réf. incomplète] |
| 3  | ٱلْمَلِكُ              | Écouter       | Al-Malik              | Le Souverain                           | Celui à qui ce monde appartient en réalité et en totalité et Celui dont la domination est absolue et exempte de toute imperfection alors que la domination chez les créatures est créée par Al-Malik |
| 4  | ٱلْقُدُّوسُ             | Écouter       | Al-Qoddūs             | Le Pur                                 | Le Sanctifié |
| 5  | ٱلْسَّلَـٰمُ             | Écouter       | As-Salām              | La Paix                                | Celui qui procure la paix, le calme et la sérénité. En citant ce nom, on déclare la paix pour soi-même et pour ceux qui nous entourent. |
| 6  | ٱلْمُؤْمِنُ             | Écouter       | Al-Mu'min             | La Sauvegarde                          | {Ce nom est mystérieux même pour les Musulmans car " Al-Mu'min " vient du nom " Al-imane " qui veut dire croire, d'où vient le nom " Al-Mu'minoune " qui veut dire les croyants, c'est l'appellation du Coran pour les gens qui croient en 6 choses : l'unicité de Dieu, l'existence des anges, des livres saints (Torah, Évangile et Psaumes (Zabor) non modifiés et le Coran), les prophètes, le jour dernier (le jour du jugement) et le destin son mal et son bien. La signification exacte de ce nom est très difficile à cerner dans son sens premier mais peut se comprendre d'un point de vue plus profond et mystique}. |
| 7  | ٱلْمُهَيْمِنُ            | Écouter       | Al-Mouhaymin          | Le Préservateur                        | Celui qui domine Sa création et par Son omnigérance sous tous les aspects, aucun état ni aucun aspect dans ce monde ou dans l'autre n'échappe à Sa volonté |
| 8  | ٱلْعَزِيزُ             | Écouter       | Al-‘Aziz              | Le Tout Puissant                       | Le Glorieux par Sa suprématie et par Sa grandeur, El-Aziz veut dire dans un sens celui qui est cher et précieux aux yeux de Ses créatures. Il n'est le serviteur d'aucune créature, et aucune créature ne lui dicte ce qu'Il doit faire. |
| 9  | ٱلْجَبَّارُ             | Écouter       | Al-Jabbār             | L'Imposant                             | Le grandiose, l'ultime puissant par Sa grandeur et Sa force illimitée. Lorsqu'Il détruit les oppresseurs (injustes et pécheurs) Il applique Sa sentence avec Justice. |
| 10 | ٱلْمُتَكَبِّرُ            | Écouter       | Al-Mutakabbir         | Le Suprême, Le Majestueux              | Celui qui est supérieur à Ses créatures, nulle créature n'a le droit de prétendre à la grandeur. |
| 11 | ٱلْخَـٰلِقُ             | Écouter       | Al-Khāliq             | Le Créateur                            | Le Créateur de toutes existences, vivantes ou bien mortes, mobiles ou figées. |
| 12 | ٱلْبَارِئُ             | Écouter       | Al-Bāri’              | Le Producteur                          | Celui qui lève Sa création au-dessus de tous défauts ou imperfections. |
| 13 | ٱلْمُصَوِّرُ             | Écouter       | Al-Musawwir           | Celui qui façonne                      | Celui qui donne l'aspect et l'apparence à chaque création de l'intérieur ainsi que de l'extérieur. Dans l'arabe perdu, de façon littérale, ce mot veut dire le sculpteur et, dans l'arabe moderne, veut dire littéralement le dessinateur. |
| 14 | ٱلْغَفَّـٰرُ             | Écouter       | Al-Ghaffār            | L'Infini Pardonneur                    | Celui qui pardonne ce qu'Il veut à qui Il veut. |
| 15 | ٱلْقَهَّـٰرُ             | Écouter       | Al-Qahhār             | Le Tout Dominateur                     | Celui qui est tout puissant à soumettre toute création à Sa volonté. |
| 16 | ٱلْوَهَّابُ             | Écouter       | Al-Wahhāb             | Le Très Généreux                       | Celui qui donne immensément sans rien recevoir en retour |
| 17 | ٱلْرَّزَّاقُ             | Écouter       | Ar-Razzāq             | Le Grand Pourvoyeur                    | Celui qui fait distribuer à toute créature ce dont elle a besoin. |
| 18 | ٱلْفَتَّاحُ             | Écouter       | Al-Fattāh             | Le Grand Juge                          | Celui Qui seul connait les clés du futur et l'inconnu, de par Sa connaissance et de par Sa sagesse. Ce nom est souvent associé au nom suivant "Al-‘Alīm". |
| 19 | ٱلْعَلِيمُ             | Écouter       | Al-‘Alīm              | L'Omniscient                           | Celui de qui rien ne peut se cacher, car Il connait tout et est conscient de tout. |
| 20 | ٱلْقَابِضُ             | Écouter       | Al-Qabid              | Celui Qui saisit                       | Celui qui restreint Son bien conformément à une sagesse. |
| 21 | ٱلْبَاسِطُ             | Écouter       | Al-Bāsit              | Le Généreux                            | Celui qui libère, augmente et multiplie son bien conformément à une sagesse. |
| 22 | ٱلْخَافِضُ             |               | Al-Khāfid             | Celui qui abaisse                      | Celui qui destine les oppresseurs et les orgueilleux au rabaissement et au châtiment. |
| 23 | ٱلْرَّافِعُ             | Écouter       | Ar-Rāfi‘              | Celui qui élève                        | Celui qui élève, celui qui élève l'honneur, le statut et le prestige d'un être dans ce bas monde et dans l'au-delà. |
| 24 | ٱلْمُعِزُّ              | Écouter       | Al-Mu‘izz             | Celui qui rend puissant                | Celui qui offre l'honneur et la valeur précieuse. |
| 25 | ٱلْمُذِلُّ              | Écouter       | Al-Moudhill           | Celui qui humilie les fiers            | Celui qui peut humilier et dévaloriser n'importe quel valeureux. |
| 26 | ٱلْسَّمِيعُ             | Écouter       | As-Samī‘              | L'Audient                              | Celui qui entend tout bruit ou son dans Son royaume émanant de n'importe quelle créature et aussi Celui qui écoute les invocations de Ses créatures pour répondre à leurs invocations. |
| 27 | ٱلْبَصِيرُ             | Écouter       | Al-Basīr              | Le Clairvoyant                         | Celui à qui rien de ce qui existe ou entre en existence ne peut échapper, sans le moindre usage d’œil, d’instrument ou d’organe. |
| 28 | ٱلْحَكَمُ              | Écouter       | Al-Hakam              | L'Arbitre                              | Celui qui juge et départage les créatures ici-bas et dans l’au-delà et Celui qui assure l’équité entre les créatures et nul autre ne va et ne pourra les départager et les juger ; et le Jugement dans l’au-delà sera parfaitement juste et approprié. |
| 29 | ٱلْعَدْلُ              | Écouter       | Al-‘Adl               | Le Juste                               | Celui qui est exempt de toute forme d’injustice et/ou d’oppression. |
| 30 | ٱلْلَّطِيفُ             | Écouter       | Al-Latīf              | Le Doux                                | Celui qui accorde à ses créatures Sa douceur et Sa bienveillance. |
| 31 | ٱلْخَبِيرُ             | Écouter       | Al-Khabīr             | Le Bien-Informé                        | Celui à qui ne peut être cachée la réalité de chaque chose qui existe, c'est-à-dire la vérité des choses ; aucun détail ne Lui échappe ni la chose dans son ensemble, ni chacune de ses parties ; et prétendre pouvoir cacher des choses à Celui qui crée toute chose est un égarement et une mécréance. |
| 32 | ٱلْحَلِيمُ             | Écouter       | Al-Halīm              | Le Très Doux                           | Celui dont la patience envers les mécréances des pécheurs dépasse toute imagination (il est possible que le pardon leur soit accordé). |
| 33 | ٱلْعَظِيمُ             | Écouter       | Al-Adhīm              | L'Immense                              | {Ce nom est difficile à traduire car il inclut plusieurs mots français ne partageant pas le même sens spirituel, mais on peut l'approcher comme suit : " Al-Adhīm " Celui qui est Gigantesquement Majestueux et Fantastiquement Grandiose loin de toute imperfection corporelle ou matérielle}. |
| 34 | ٱلْغَفُورُ             | Écouter       | Al-Ḡafhūr             | Le Très Pardonneur                     | Celui qui pardonne immensément maintes et maintes fois. |
| 35 | ٱلْشَّكُورُ             | Écouter       | Ash-Shakūr            | Le Très-Reconnaissant                  | Celui qui montre Sa gratitude envers les adorations aussi incroyablement faciles soient-elles à réaliser. |
| 36 | ٱلْعَلِىُّ              | Écouter       | Al-Ali                | Le Très Haut                           | Celui qui est au-dessus de tous ce qu'Il a créé parfaitement et inimaginablement. |
| 37 | ٱلْكَبِيرُ             |               | Al-Kabīr              | Le Très Grand                          | Le Grand : Celui qui est plus grand que Sa création, une grandeur que Lui seul connaît. |
| 38 | ٱلْحَفِيظُ             |               | Al-Hafīdh             | Le Gardien                             | Celui qui protège et préserve Son bien. |
| 39 | ٱلْمُقِيتُ             |               | Al-Muqīt              | Celui qui nourrit                      | Ce mot vient du mot arabe nourriture (القوت). Il signifierait : Celui qui apporte à chaque chose existante la nourriture qui convient. |
| 40 | ٱلْحَسِيبُ             |               | Al-Hasīb              | Celui qui règle les comptes            | Celui qui va compter tous les faits de Ses créatures sans oubli ni erreur. |
| 41 | ٱلْجَلِيلُ             |               | Al-Jalīl              | Le Sublime                             | Celui qui est parfaitement exempt d'être comparé à Ses créatures ou d'être comme Lui. |
| 42 | ٱلْكَرِيمُ             |               | Al-Karīm              | Le Généreux                            | Celui qui de Sa générosité a inondé Sa création. |
| 43 | ٱلْرَّقِيبُ             |               | Ar-Raqīb              | L'Observateur                          | Celui qui observe et regarde tout ce qu'Il a créé (et les actions des créatures sont aussi des créations). |
| 44 | ٱلْمُجِيبُ             |               | Al-Mujīb              | Celui qui exauce les prières           | Celui qui exauce les invocations de Ses créatures s'Il le veut et à qui Il veut. |
| 45 | ٱلْوَٰسِعُ              |               | Al-Wāsi‘              | Le Vaste                               | {Ce nom en arabe veut dire : immensément large, mais pour qualifier Dieu on comprend inclusivement qu'Il a rempli tout vide et a contenu toutes choses d'une façon que Lui seul connaît} |
| 46 | ٱلْحَكِيمُ             |               | Al-Hakīm              | Le Sage                                | Celui de qui la Sagesse a ébloui, éblouit et éblouira n'importe quel esprit conscient et intelligent. |
| 47 | ٱلْوَدُودُ             |               | Al-Wadūd              | Le Tout affectueux                     | {Ce mot en arabe veut dire : Celui qui se rapproche de son aimé par la clémence, la pitié et le bienfait, mais lorsqu'on lit ce nom dans le Coran, on sent chaque fois différents sens difficilement traduisibles en mots}. On peut tenter de le traduire : Celui qui se rapproche de Ses serviteurs par pitié bien qu'ils s'éloignent de Lui et ne Le glorifient pas. |
| 48 | ٱلْمَجِيدُ             |               | Al-Majīd              | Le Tout Glorieux                       | Celui qui est glorifié dans l'infiniment passé, le présent et dans l'éternel. |
| 49 | ٱلْبَاعِثُ             |               | Al-Bā‘ith             | Celui qui ressuscite                   | Celui qui ressuscite les morts et déploie la vie dans ce qu'Il veut, soient-ils des hommes des animaux ou bien une terre tout simplement. |
| 50 | ٱلْشَّهِيدُ             |               | Ash-Šahīd             | Le Grand Témoin                        | Le Témoin : Allah est l'ultime et parfait témoin de tout ce qui s'est passé dans Son royaume, avec des preuves claires et flagrantes, parfaitement irréprochables. |
| 51 | ٱلْحَقُّ               |               | Al-Haqq               | Le Véridique                           | Celui qui détient la Vérité absolue. |
| 52 | ٱلْوَكِيلُ             |               | Al-Wakīl              | Le Tuteur                              | Celui qui garantit la subsistance des créatures et Celui à qui rien de chacun de leurs états ne peut être dissimulé |
| 53 | ٱلْقَوِيُّ              |               | Al-Qawi               | Le Fort                                | Le Puissant : Allah est le plus puissant, le plus fort, sa force n'a pas de limite et ne se décrit pas avec des définitions de la force physique. |
| 54 | ٱلْمَتِينُ             |               | Al-Matīn              | Le Robuste                             | L'Endurant : Une endurance digne de Lui, illimitée, infatigable, et qui n'est entachée d'aucune faiblesse, sans pause, sans interruption et qu'aucun facteur ne peut atténuer. |
| 55 | ٱلْوَلِيُّ              |               | Al-Wa'li              | Le Protecteur                          | Est Celui qui préserve les serviteurs croyants, ainsi les prophètes et ceux qui les suivent sont ceux qui sont les « gens préservés » dans le sens où ils ont été guidés vers le remerciement obligatoire à l’égard de Celui qui les fait exister, c’est-à-dire à l’égard d'Allah |
| 56 | ٱلْحَمِيدُ             |               | Al-Hamīd              | Le Loué                                | Est Celui qui mérite plus que tout autre le remerciement, la glorification et le chant d’éloge |
| 57 | ٱلْمُحْصِىُ             |               | Al-Muhsi              | Celui qui connait les comptes          | Traduit littéralement comme le compteur mais signifie Celui qui dénombre chaque créature, chaque acte, chaque grain de poussière dans son royaume et dont rien n'échappe à Son savoir |
| 58 | ٱلْمُبْدِئُ             |               | Al-Mubdi‘             | L'Auteur                               | Celui qui donne un début à ce qui n’existe pas sans début, sans modèle, c'est-à-dire Celui qui crée les créatures |
| 59 | ٱلْمُعِيدُ             |               | Al-Mu‘īd              | Celui qui fait rentrer dans le néant   | Celui qui ramène les vivants vers la mort après la vie et Celui qui ramène les morts à la vie après leur mort |
| 60 | ٱلْمُحْىِ              |               | Al-Muhyī              | Celui qui donne vie                    | Celui qui fait vivre un mélange de maniyy, c'est-à-dire de liquide séminal, dépourvu d’âme et en fait un être vivant et Celui qui redonne vie aux corps des humains, des djinns et des anges en les réunissant avec leurs âmes au cours de la résurrection |
| 61 | ٱلْمُمِيتُ             |               | Al-Mumīt              | Celui qui donne la mort                | Celui qui fait mourir les êtres vivants et Celui qui annule par la mort le pouvoir des puissants de ce monde |
| 62 | ٱلْحَىُّ               |               | Al-Hayy               | Le Vivant                              | Le Vivant : Est Celui qui n’entre pas en existence et pourtant existe, et Celui qui possède une hayah et cet attribut n’est pas une vie comme l’est la hayah des créatures constituée d’une combinaison d’âme, de chair et de sang l’Imam At-Tahawiyy a dit dans son traité de croyance que « celui qui attribue à Allah un attribut dans un sens qui compte parmi ceux que l’on peut attribuer aux êtres humains est mécréant » |
| 63 | ٱلْقَيُّومُ             |               | Al-Qayyūm             | La Source                              | Celui qui existe, est éternel et ne change pas et Celui qui n’est pas atteint par l’inexistence ou l’anéantissement et n’est nullement affecté par le fait de contrôler et de créer les actes des êtres humains |
| 64 | ٱلْوَٰجِدُ              |               | Al-Wājid              | Celui qui existe                       | Celui qui n’a besoin de rien et n’est pas atteint ni concerné par le besoin, le manque ou la nécessité |
| 65 | ٱلْمَاجِدُ             |               | Al-Mājid              | L'Illustre                             | Celui qui est meilleur que tout autre et Celui qui accorde d’innombrables bienfaits très largement et sans contrepartie |
| 66 | ٱلْوَٰحِدُ              |               | Al-Wāhid              | L'Unique                               | L'Unique : Est Celui qui n’a pas d’alter ego, que ce soit dans Son Être, dans Son Acte, ou dans Ses Attributs. Rien n'est tel que Lui |
| 67 | ٱلْأَحَدُ              |               | Al-Ahad               | L'Un                                   | L'Un: Est Celui Qui a pour attribut l'unicité |
| 68 | ٱلْصَّمَدُ              |               | As-Samad              | L'Absolu                               | Est Celui à qui l’on peut se remettre pour toute affaire et à qui l’on peut faire appel pour tous nos besoins ; Celui qui n’a ni enfant ni parents, ni semblable ni équivalent, d’après l’explication de Al-Hakim ; Celui qui n’a besoin de rien et Celui dont toute chose a besoin, pour exister, etc. |
| 69 | ٱلْقَـٰدِرُ             |               | Al-Qādir              | Celui qui détermine                    | Celui qui n’est pas atteint par la faiblesse, Celui dont la puissance est absolue et domine la totalité des créatures et Celui qu'absolument rien ne peut affaiblir |
| 70 | ٱلْمُقْتَدِرُ            |               | Al-Muqtadir           | Le Très Puissant                       | Celui qui est puissant sur toute chose et Celui dont les capacités sont absolument sans limites |
| 71 | ٱلْمُقَدِّمُ             |               | Al-Muqaddim           | Celui qui précède tout                 | Celui qui est exempt des caractéristiques des créatures et meilleur que toute créature ; Celui qui fixe la vitesse des événements, accélère certaines choses aux yeux des gens selon une destinée et accorde à chaque chose une valeur, un rang, une époque et des caractéristiques qui Lui conviennent selon la sagesse |
| 72 | ٱلْمُؤَخِّرُ             |               | Al-Mu’akhir           | Celui qui sera après tout              | Celui qui est exempt des caractéristiques des créatures et meilleur que toute créature ; Celui qui destine la lenteur des événements et ralentit certaines choses aux yeux des gens selon une destinée et accorde à chaque chose une valeur, un rang, une époque et des caractéristiques qui lui conviennent selon une sagesse (cf no 71) |
| 73 | ٱلأَوَّلُ              |               | Al-Awwal              | Le Premier                             | Le Premier : Est Celui qui existe sans les créatures, sans début et sans le temps ; Celui qui est exempt du fait d’être créé, de l’apparition d’un nouvel attribut et du changement, Celui qui existe sans entrer en existence |
| 74 | ٱلْأَخِرُ              | Écouter       | Al-Ākhir              | Le Dernier                             | Le Dernier : Est Celui qui existe sans interruption alors que les créatures sont anéanties à chaque instant ; Celui qui est éternel, Celui qui anéantit et est exempt du fait d’être anéanti et de la disparition d’un ou plusieurs attributs ; Celui qui existe sans être concerné par la notion de fin et d’anéantissement |
| 75 | ٱلْظَّـٰهِرُ             |               | Adh-Dhāhir            | L'Apparent                             | Celui dont l’existence se manifeste en toute chose par des preuves, du point de vue de la puissance et de la domination et non pas ce qui serait présent en tout corps du point de vue de l’endroit, de l’image et du comment |
| 76 | ٱلْبَاطِنُ             |               | Al-Bātin              | Le Caché                               | Celui qui est préservé des idées délirantes des créatures tentant d’attribuer à Celui qui crée les créatures des caractéristiques humaines ou des caractéristiques propres aux créatures et Celui qui crée les caractéristiques des créatures et leurs images |
| 77 | ٱلْوَالِى             |               | Al-Wāly               | Le Monarque                            | Celui qui possède, gère et contrôle toute chose et Celui qui crée toute chose selon une sagesse |
| 78 | ٱلْمُتَعَالِى           |               | Al-Muta'āli           | Le Sublime                             | Celui qui est exempt des attributs des créatures et Celui dont le pouvoir sur les créatures est sans borne |
| 79 | ٱلْبَرُّ               |               | Al-Barr               | Le Bienfaisant                         | Celui qui a la capacité de destiner la foi et les bienfaits à toutes les créatures, et parmi elles certaines sont reconnaissantes et certaines ne le sont pas : on appelle les premiers des musulmans ou des croyants et les autres les non-musulmans ou les non-croyants |
| 80 | ٱلْتَّوَّابُ             |               | At-Tawwab             | Celui qui revient sans cesse           | Celui qui revient sans cesse vers ceux qui tombent et qui accorde le pardon à ceux qui se repentent |
| 81 | ٱلْمُنْتَقِمُ            |               | Al-Muntaqim           | Le Vengeur                             | le vengeur |
| 82 | ٱلْعَفُوُّ              | Écouter       | Al-Afuww              | Le Très Indulgent                      | Celui qui écarte du péché et le pardonne et Celui qui préserve dans chaque situation en apparence sans issue une porte vers l’honneur, le maintien et les bienfaits ou vers le repentir immédiat |
| 83 | ٱلْرَّءُوفُ             |               | Al-Ra’ūf              | Le Bienveillant                        | Celui qui peut offrir une immensité de bienfaits sans contrepartie et sans nécessité |
| 84 | مَـٰلِكُ ٱلْمُلْكِ         |               | Mālik-ul-Mulk         | Le roi des rois                        | Celui qui crée et attribue selon une destinée toute souveraineté, domination, propriété et tout large pouvoir qui sont accordés à certaines créatures dans ce bas monde |
| 85 | ذُو ٱلْجَلَـٰلِ وَٱلْإِكْرَامِ |               | Dhul-Jalāli-wal-Ikrām | Le Plein de Majesté et de Magnificence | Celui qui est meilleur que tout autre en réalité et toutes les preuves confirment cela et infirment le contraire donc il n’est pas valable de contester ce point, de le renier ou d’être hostile à l’encontre de ce sujet ; est Celui qui comble de bienfaits ceux qui auront compris cela qui connaîtront la sainteté générale, auront la réussite et seront bien guidés au Jour du Jugement |
| 86 | ٱلْمُقْسِطُ             |               | Al-Muqsit             | L'Equitable                            | Celui qui juge conformément à la plus grande justice, Celui qui est exempt de toute forme d’injustice et de tyrannie et Celui qui n’a absolument aucun compte à rendre |
| 87 | ٱلْجَامِعُ             |               | Al-Jāmi‘              | Le Rassembleur                         | Celui qui rassemble les créatures en un jour au sujet duquel il n’y a pas de doute, le Jour du Jugement |
| 88 | ٱلْغَنىُّ              |               | Al-Ḡhani              | Le Riche                               | Celui qui n’a aucun besoin des créatures et dont les créatures ne peuvent se passer de al-Ghaniyy [qui est Celui qui les fait exister et les maintient en existence et les fait changer en permanence] |
| 89 | ٱلْمُغْنِىُّ             |               | Al-Mughni             | Celui qui enrichit                     | Celui qui satisfait les besoins des créatures et Celui qui leur fait parvenir leur subsistance |
| 90 | ٱلْمَانِعُ             |               | Al-Māni‘              | Le Défenseur                           | Celui qui destine à chaque créature ses victoires, ses protections et Celui dont ils devront être préservés toujours selon une destinée |
| 91 | ٱلْضَّارُ              | Écouter       | Ad-Dār                | Celui qui peut nuire                   | Celui qui est tout puissant à faire parvenir immanquablement la nuisance qui doit atteindre une créature selon une destinée |
| 92 | ٱلْنَّافِعُ             |               | An-Nāfi‘              | L'Utile                                | Celui qui est tout puissant à faire parvenir immanquablement le profit que doit recevoir une créature selon une destinée |
| 93 | ٱلْنُّورُ              |               | An-Nūr                | La Lumière                             | La Lumière : Est Celui qui guide vers leur but ceux qui sont en proie à la tentation et les met dans la bonne direction selon une destinée ; Allah est Celui qui guide les croyants vers la lumière de la foi, crée la lumière et n’est pas une lumière qui n’est qu’une créature |
| 94 | ٱلْهَادِى             |               | Al-Hādi               | Le Guide                               | Celui qui destine à certaines créatures le bénéfice d'être bien guidé et de connaître la droiture |
| 95 | ٱلْبَدِيعُ             |               | Al-Badī‘              | L'inventeur                            | Celui qui fait exister les créatures et ce monde, non pas à partir d’une matière préexistante ou à l’image d’un modèle antérieur, mais au contraire sans précurseur, sans modèle et sans précédent |
| 96 | ٱلْبَاقِى             |               | Al-Baqi               | Le Permanent                           | Celui dont l’existence exempte d’anéantissement et de changement s’impose à la raison saine qui ne peut prétendre le contraire |
| 97 | ٱلْوَٰرِثُ              |               | Al-Wārith             | L'Héritier                             | Celui qui existe et ne change pas alors que les créatures sont anéanties |
| 98 | ٱلْرَّشِيدُ             |               | Ar-Rashīd             | Celui qui agit avec droiture           | Celui qui guide les créatures vers ce qui est dans leur intérêt |
| 99 | ٱلْصَّبُورُ             |               | As-Sabur              | Le Patient                             | Celui qui retarde la punition des pécheurs par l’ajustement des comptes de chacun jusqu’à un jour bien déterminé et leur accorde leur aise et du temps jusqu’à un moment dont ils ignorent tous la date. |

#### Critiques des savants contre la narration d’Al-Waleed ibn Muslim
Il n’est permis d’appeler Dieu que par les noms cités dans le Coran ou la sunnah (voir section caractéristiques des noms) ; mais on trouve dans ladite narration du hadith 21 noms qui ne remplissent pas cette condition :
Al-Khāfid	الخافض	; Al-Mu‘izz	المعز	; Al-Moudhill	المذل	; Al-‘Adl 	العدل	; Al-Jalīl	الجليل;  Al-Bā‘ith	الباعث	; Al-Muhsi	المحصي	; Al-Mubdi‘	المبدئ	; Al-Mu‘īd	المعيد	; Al-Mumīt	المميت	; Al-Wājid	الواجد	; Al-Mājid	الماجد	; Al-Wāly	الوالي	; Al-Muqsit	المقسط	; Al-Mughni	المغنى	; Al-Māni‘	المانع	; Ad-Dār	الضار	; An-Nāfi‘	النافع	; Al-Baqi	الباقي	; Ar-Rashīd	الرشيد	; As-Sabur	الصبور
L'Imam At-Tirmidhi, lorsqu’il a évoqué ces noms dans ses Sunan, a averti sur leur ton étrange, vu leur faiblesse et leur manque de preuves (الإمام الترمذي -رحمه الله- لما ذكر هذه الأسماء في سننه نبه على غرابتها أي ضعفها وانعدام ثبوتها مع الصحيح).
Al Ridhwanee a montré qu'ils ne sont pas des noms de Dieu, mais plutôt des dérivations :
« و كذلك اسم الباعث والمحصي لم أجد حجة أو دليلا على إثبات هذين الاسمين والذي ورد في القرآن والسنة في نصوص كثيرة صفات أفعال فقط، كما في قوله تعالى : (يَوْمَ يَبْعَثُهُمُ اللَّهُ جَمِيعاً فَيُنَبِّئُهُم بِمَا عَمِلُوا أَحْصَاهُ اللَّهُ وَنَسُوهُ وَاللَّهُ عَلَى كُلِّ شَيْءٍ شَهِيدٌ) سورة المجادلة ، الآية  6. ومن الملاحظ أن الذي اشتق الباعث من قوله يبعثهم، والمحصي من قوله أحصاه الله ترك المنبئ من قوله فينبئهم؛ لان الاية لم يرد فيها بعد اسم الله الشهيد سوى الافعال التي اشتق منها فعلين وترك الثالث في حين أن هذه الاسماء جميعها لم ترد نصا صريحا في الكتاب أو في صحيح السنة. أما تسمية الله بالضار النافع فهذان الاسمان لم يردا في القرآن أو السنة وخصوصا الضار لم يرد اسما ولا وصفا ولا فعلا، وليس لمن سمى الله بهما إلا الاجتهاد الشخصي في الاشتقاق من المعنى الذي ورد في قوله تعالى (قُل لاَّ أَمْلِكُ لِنَفْسِي نَفْعًا وَلاَ ضَرًّا إِلاَّ مَا شَاء اللّهُ وَلَوْ كُنتُ أَعْلَمُ الْغَيْبَ لاَسْتَكْثَرْتُ مِنَ الْخَيْرِ وَمَا مَسَّنِيَ السُّوءُ إِنْ أَنَاْ إِلاَّ نَذِيرٌ وَبَشِيرٌ لِّقَوْمٍ يُؤْمِنُونَ) سورة الاعراف، الآية188 »
—  Al Ridhwanee  ,  الشيخ الرضواني ,  كتاب أسماء الله الحسنى الثابتة في الكتاب والسنة، ص 12_653

« Et aussi le nom de  Al-Bā‘ith	الباعث	et Al-Muhsi	المحصي	je n'ai pas trouvé un argument ou un élément de preuve pour prouver ces noms. Ce qui a été déclaré dans le Coran et la Sunna dans de nombreux textes ne concerne que les attributs des actes, comme dans le verset: (يَوْمَ يَبْعَثُهُمُ اللَّهُ جَمِيعاً فَيُنَبِّئُهُم بِمَا عَمِلُوا أَحْصَاهُ اللَّهُ وَنَسُوهُ وَاللَّهُ عَلَى كُلِّ شَيْءٍ شَهِيدٌ). Il est à noter que celui qui a dérivé Al-Bā‘ith	الباعث	de يبعثهم, et  Al-Muhsi	المحصي de أحصاه الله a laissé المنبئ de فينبئهم, parce que le verset ne déclarant après le nom de Dieu Ash-Šahīd  الشهيد  que des actes, desquels il a dérivé deux, et a laissé le troisième, bien que ces noms n’ont pas été mentionnés explicitement ni dans le coran ni dans la sunna. Cependant l’appellation de Dieu par Ad-Dār	الضار et An-Nāfi‘	النافع, ces deux noms n’ont pas été déclarés dans le Coran ou la sunna, et surtout Ad-Dār	الضار, n’a été déclaré ni nom, ni attribut, ni acte, et pour ceux qui ont appelé Dieu par ces noms, ils n’ont que la dérivation du sens contenu dans le verset (قُل لاَّ أَمْلِكُ لِنَفْسِي نَفْعًا وَلاَ ضَرًّا إِلاَّ مَا شَاء اللّهُ وَلَوْ كُنتُ أَعْلَمُ الْغَيْبَ لاَسْتَكْثَرْتُ مِنَ الْخَيْرِ وَمَا مَسَّنِيَ السُّوءُ إِنْ أَنَاْ إِلاَّ نَذِيرٌ وَبَشِيرٌ لِّقَوْمٍ يُؤْمِنُونَ) »
— الشيخ الرضواني ,  كتاب أسماء الله الحسنى الثابتة في الكتاب والسنة، ص 12_653
Les noms cités dans la narration d'Al walid ibn muslim sont les propos de ce dernier et non les paroles du prophète :
« يقول شيخ الإسلام ابن تيمية رحمه الله عن رواية الترمذي وابن ماجة : "وقد اتفق أهل المعرفة بالحديث على أن هاتين الروايتين ليستا من كلام النبي صلى الله عليه وسلم وإنما كل منها من كلام بعض السلف ". مجموع الفتاوى »
— Le Cheikh Ibn Taymiyya , MF

« Les connaisseurs du hadîth sont unanimes à dire que ces deux versions ne relèvent pas de la parole du Prophète, que Dieu le bénisse et le salue. Elles ne relèvent que de la parole de certains Prédécesseurs. »
— MF
.
Ibn Hajar a souligné qu'il s’agit d'une incorporation :
« وساق الترمذي وابن حبان الأسماء. والتحقيق أن سردها إدراج من بعض الرواة »
— Ibn Hajar , Bulûgh ul-marâm, hadîth n° 1284

« Il est relaté de Abû Hurayra qu'il a dit : Le Messager de Dieu (que Dieu le bénisse et le salue) a dit : "Dieu a 99 noms – 100  moins 1 – celui qui en fera le ihsâ' entrera au paradis" : unanimement reconnu (comme authentique). At-Tirmidhî et Ibn Hibbân ont cité les noms. L'avis pertinent est que cette citation est une incorporation (id'râj) de la part de certains transmetteurs »
— Bulûgh ul-marâm, hadîth n° 1284
Vu la chaine de transmission du hadith, Ibn Outheymine a révélé que ce hadith est faible :
« ولم يصح عن النبي صلى الله عليه وسلم تعيين هذه الأسماء، والحديث المروي عنه في تعيينها ضعيف". »
—  Ibn Outheymine, les règles optimale

« Ce n'est pas vrai que le prophète -la paix soit sur lui – a mentionné ces noms, et le hadith qui en  parle est faible Da'îf »
— les règles optimale

### Autres noms
Les noms en vert sont cités dans la sunnah, ceux en jaune sont les noms absolus (الاسماء المطلقة) cités dans le coran puis en orange on trouve les noms restreints[pas clair] (الاسماء المقيدة) et les noms couplés[pas clair]  (الاسماء المضافة) cités dans le coran :
| #   | Arabe  | Transcription | Traduction du sens en français | Texte de citation en Arabe                                                              | Traduction de citation | Source                                                                                              |
| --- | ------ | ------------- | --- | --------------------------------------------------------------------------------------- | --- | --------------------------------------------------------------------------------------------------- |
| 100 | الأحد  | al-Ahad       | Dieu est Unique | قُل ھُوَ اللهُ أَحَد                                                                          | Dis : "Il est Allah, Unique. | Al-Ikhlaas:1                                                                                        |
| 101 | الأعلى | al-A'lâ       | | { سَبِّحِ اسْمَ رَبِّكَ الأَعْلَى }                                                                  | | Al–‘Aala:1                                                                                          |
| 102 | الأكرم | al-Akram      | | { اقْرَأْ وَرَبُّكَ الأَكْرَمُ الذِي عَلمَ بِالْقَلَمِ }                                                    | | Al–‘alaq:3                                                                                          |
| 103 | الإله  | al-Ilâh       | | { وَإِلھُكُمْ إِله وَاحِدٌ لا إِله إِلا ھُوَ الرَّحْمَنُ الرَّحِیمُ }                                         | Et votre Divinité est une divinité unique. Pas de divinité à part lui | Al–Baqarah:163                                                                                      |
| 104 | الجميل | al-Jamîl      | | إِنَّ اللَّه جَمِیلٌ یُحِبُّ الْجَمَالَ                                                                 | Allah est beau et aime la beauté , | Muslim:91                                                                                           |
| 105 | الجواد | al-Jawâd      | | (إن الله جواد یحب الجود ویحب معالي الأخلاق ویبغض سفسافھا)                               | | أخرجه البيهقي، عن طلحة بن عبيد الله، وأبو نعيم عن ابن عباس                                          |
| 106 | الحافظ | al-Hâfidh     | | فَاللّهُ خَيْرٌ حَافِظاً وَهُوَ أَرْحَمُ الرَّاحِمِينَ                                                       | Mais Allah est le meilleur gardien, et Il est Le plus Miséricordieux des miséricordieux | Yussef:64                                                                                           |
| 107 | الحفي  | al-Hafiyy     | | سَأَسْتَغْفِرُ لَكَ رَبِّي إِنَّهُ كَانَ بِي حَفِيّاً                                                          | J'implorerai mon Seigneur de te pardonner car Il a m'a toujours comblé de Ses bienfaits | Maryam 19:47.                                                                                       |
| 108 | الحييّ  | al-Hayyiyy    | | إِنَّ اللَّهَ عَزَّ وَجَلَّ حَلِيمٌ حَيِيٌّ سِتِّيرٌ يُحِبُّ الْحَيَاءَ وَالسَّتْرَ فَإِذَا اغْتَسَلَ أَحَدُكُمْ فَلْيَسْتَتِرْ                 | Allah is forbearing, modest and concealing, and He loves modesty and concealment. When any one of you performs Ghusl, let him conceal himself.'"                                                        | Sunanan-Nasa'i:406                                                                                  |
| 109 | الخلاق | al-Khallâq    | | أَوَلَیْسَ الَّذِي خَلَقَ السَّمَاوَاتِ وَالأرْضَ بِقَادِرٍ عَلَى أَنْ یَخْلُقَ مِثْلَھُمْ بَلَى وَھُوَ الْخَلاقُ الْعَلِیمُ            | Celui qui a créé les cieux et la terre ne sera-t-Il pas capable de créer leur pareil ? Oh que si ! et Il est le grand Créateur, l'Omniscient.                                                           | Ya-Sin 36:81                                                                                        |
| 110 | الديان | ad-Dayan      | | { یَحْشُرُ اللَّه الْعِبَادَ فَیُنَادِیھِمْ بِصَوْتٍ یَسْمَعُه مَنْ بَعُدَ كَمَا یَسْمَعُه مَنْ قَرُبَ ، أَنَا الْمَلِكُ أَنَا الدَّیَّانُ } | | bukhari:bookof tawheed: explanationof thestatement ofAllah: 6/2719                                  |
| 111 | الرازق | ar-Raziq      | | { …إِنَّ اللَّه ھُوَ الْمُسَعِّرُ الْقَابِضُ الْبَاسِطُ الرَّازِقُ …}                                            | Allah is the one Who fixes prices, Who withholds, gives lavishly and provides, | AbuDawud:3451, at-Tirmidhee:1314, IbnMajah:2200                                                     |
| 112 | الرب   | ar-Rabb       | Dieu nous éduque, éduque nos corps, nous-mêmes, et nos esprits                                                                      | { سَلامٌ قَوْلاً مِنْ رَبٍّ رَحِیمٍ }                                                                | "Salam" [paix et salut] ! Parole de la part d'un Seigneur Très Miséricordieux., | Ya-Sin 36:58                                                                                        |
| 113 | الرفيق | ar-Rafîq      | | { یَا عَائِشَةُ إِنَّ اللهَ رَفِیقٌ یُحِبُّ الرِّفْقَ                                                       | | Muslim: bookofpiety, good relations andgood manners: 4/2003                                         |
| 114 | السبوح | as-Subboûh    | | (سُبُّوحٌ قُدوُّسٌ رَبُّ الْمَلاَئِكَةِ وَالرُّوحِ)                                                          | | SaheehMuslim: bookof prayers(chapterof what tosay in rukuu and sujud:1/353:487                      |
| 115 | الستير | as-Sitîr      | Celui Qui cache, qui ne déshonore pas, Qui ne scandalise pas                                                                        | إِنَّ اللَّهَ عَزَّ وَجَلَّ حَلِيمٌ حَيِيٌّ سِتِّيرٌ يُحِبُّ الْحَيَاءَ وَالسَّتْرَ فَإِذَا اغْتَسَلَ أَحَدُكُمْ فَلْيَسْتَتِرْ                 | Allah is forbearing, modest and concealing, and He loves modesty and concealment. When any one of you performs Ghusl, let him conceal himself.'"                                                        | Sunanan-Nasa'i406                                                                                   |
| 116 | السيد  | as-Sayyid     | | السَّیِّدُ الله                                                                              | The lord is Allah , | SaheehAbuDaawud:4806                                                                                |
| 117 | الشافي | ash-Shâfî     | | اللَّهُمَّ رَبَّ النَّاسِ مُذْهِبَ الْبَاسِ اشْفِ أَنْتَ الشَّافِي لاَ شَافِيَ إِلاَّ أَنْتَ، شِفَاءً لاَ يُغَادِرُ سَقَمًا            | "O Allah! The Lord of the people, the Remover of trouble! (Please) cure (Heal) (this patient), for You are the Healer. None brings about healing but You; a healing that will leave behind no ailment." | Bukhari: bookof medicine: 5/2147                                                                    |
| 118 | الشاكر | ash-Shâkir    | | (وَمَنْ تَطَوَّعَ خَیْراً فَإِنَّ اللَّه شَاكِرٌ عَلِیمٌ)                                                      | Et quiconque fait de son propre gré une bonne œuvre, alors Allah est Reconnaissant, Omniscient. | Al–Baqarah:158                                                                                      |
| 119 | الطيب  | at-Tayyib     | | { أَیُّھَا النَّاسُ إِنَّ اللهَ طَیِّبٌ لاَ یَقْبَلُ إِلاَّ طَیِّبًا }                                             | Allah est bon et n’accepte que ce qui est bon | SaheehMuslim: ThebookofZakaat: 2/703:1015                                                           |
| 120 | العالم | al-'Aalim     | | ثُمَّ تُرَدُّونَ إِلَى عَالِمِ الْغَيْبِ وَالشَّهَادَةِ فَيُنَبِّئُكُم بِمَا كُنتُمْ تَعْمَلُونَ                                | Puis vous serez ramenés vers Celui qui connaît bien l'invisible et le visible, et alors, Il vous informera de ce que vous faisiez.                                                                      | At-tuba :94                                                                                         |
| 121 | القاهر | al-Qâhir      | Le Dominateur Suprême, Gloire à Lui, Celui qui dompte sur toutes les créatures. Il est Supérieur dans Sa domination et Son pouvoir, | (وَھُوَ القَاھِرُ فَوْقَ عِبَادِهِ وَھُوَ الحَكِیمُ الخَبِیرُ)                                                | | Al–An’aam:18                                                                                        |
| 122 | القدير | al-Qadîr      | | إِنَّ اللّهَ عَلَى كُلِّ شَيْءٍ قَدِيرٌ                                                                 | car Allah est, certes Omnipotent. | Al-bakara:148                                                                                       |
| 123 | القريب | al-Qarîb      | | (فَاسْتَغْفِرُوهُ ثُمَّ تُوبُوا إِلَیْه إِنَّ رَبِّي قَرِیبٌ مُجِیبٌ)                                              | Mon Seigneur est bien proche et Il répond toujours (aux appels)". | Hud:61                                                                                              |
| 124 | المالك | al-Mâlik      | | " إِنَّ أَخْنَعَ اسْمٍ عِنْدَ اللَّهِ رَجُلٌ تَسَمَّى مَلِكَ الأَمْلاَكِ، لاَ مَالِكَ إِلاَّ اللَّهُ عَزَّ وَجَلَّ "                  | There is no king but Allah, the Exalted and Glorious. | Muslim: bookof Manners andEtiquette, TheProhibition OfThe Names MalikAl-Amlak OrMalik Al-Muluk 5338 |
| 125 | المبين | al-Mubîn      | | (يَوْمَئِذٍ يُوَفِّيهِمُ اللهُ دِينَهُمُ الحَقَّ وَيَعْلَمُونَ أَنَّ اللهَ هُوَ الحَقُّ المُبِينُ)                           | et ils sauront que c'est Allah qui est le Vrai de toute évidence. | An-nur 24:25                                                                                        |
| 126 | المحسن | al-Muhsin     | | (إذا حكمتم فاعدلوا وإذا قتلتم فأحسنوا، فإن الله عز وجل محسن                             | | Tabaraani in majmu’ kabeer: viewfrom hadeeth 7114to7123,and Musannaf Abdul-razzaq 4/492.            |
| 127 | المحيط | al-Muhît      | Celui qui englobe toutes Ses créatures par Sa puissance et englobe toute chose par Sa science                                       | واللّهُ مُحِيطٌ بِالْكافِرِينَ                                                                    | et Allah encercle de tous côtés les infidèles. | Al-Bakara:19                                                                                        |
| 128 | المسعَّر | al-Mosa'îr    | | { …إِنَّ اللَّه ھُوَ الْمُسَعِّرُ الْقَابِضُ الْبَاسِطُ الرَّازِقُ …}                                            | Indeed Allah is Al-Musa'ir, Al-Qabid, Al-Basir, Ar-Razzaq. | AbuDawud:3451, at-Tirmidhee:1314, IbnMajah:2200                                                     |
| 129 | المعطي | al-Mu'tî      | | {مَنْ یُرِدِ اللهُ بِه خَیْرًا یُفَقِّھْه في الدِّینِ، وَاللهُ الْمُعْطِي                                       | | Bukhari: bookof One-fifthof Booty tothe Causeof Allah(Khumus) :3/1143                               |
| 130 | المليك | al-Malîk      | | (إِنَّ الْمُتَّقِینَ فِي جَنَّاتٍ وَنَھَرٍ فِي مَقْعَدِ صِدْقٍ عِنْدَ مَلِیكٍ مُقْتَدِر)                                    | Les pieux seront dans des Jardins et parmi des ruisseaux, dans un séjour de vérité, auprès d'un Souverain Omnipotent.                                                                                   | Al–Qamar:55                                                                                         |
| 131 | المنان | al-Mannân     | | (اللَّھُمَّ إِنِّي أَسْأَلُكَ بِأَنَّ لَكَ الْحَمْدَ لاَ إِلَه إِلاَّ أَنْتَ الْمَنَّانُ                                     | O Allah, I ask Thee by virtue of the fact that praise is due to Thee, there is no deity but Thou, Who showest favour and beneficence,                                                                   | SaheehAbudaawud 1495                                                                                |
| 132 | المولى | al-Mawlâ      | | (وَإِنْ تَوَلَّوْا فَاعْلَمُوا أَنَّ اللَّه مَوْلاكُمْ نِعْمَ الْمَوْلَى وَنِعْمَ النَّصِیرُ)                               | Et s'ils tournent le dos, sachez alors qu'Allah est votre Maître. Quel excellent Maître et quel excellent Protecteur !                                                                                  | Al-Anfal:40                                                                                         |
| 133 | النصير | an-Nasîr      | | (وَإِنْ تَوَلَّوْا فَاعْلَمُوا أَنَّ اللَّه مَوْلاكُمْ نِعْمَ الْمَوْلَى وَنِعْمَ النَّصِیرُ)                               | Et s'ils tournent le dos, sachez alors qu'Allah est votre Maître. Quel excellent Maître et quel excellent Protecteur !                                                                                  | Al-Anfal:40                                                                                         |
| 134 | الوتر  | al-Witr       | | وَھْوَ وَتْرٌ یُحِبُّ الْوَتْرَ                                                                       | and Allah is witr (one) and loves 'the witr' (i.e., odd numbers). | Al-Bukhari:6047                                                                                     |

- Al-Qahir : Allah est Al-Qahir et Al-Qahhar. Celui qui domine tout ce qu'Il a créé avec Sa puissance et Sa souveraineté.
- Al-Moujib : Celui qui exauce les invocations et les demandes par Sa générosité
- Al-Kafi : Celui Qui accorde la suffisance pour ce qui est nécessaire et éloigne ce qui tourmente.
- Ad-Da'im الدَّائِمُ : L'Éternel, le Permanent
- As-Sadiq : Celui qui est véridique dans Sa parole et Sa promesse. Ce qu'Allah a annoncé va inexorablement arriver.
- Al-Mouhit : Celui qui englobe toutes Ses créatures par Sa puissance et englobe toute chose par Sa science alors rien n'échappe à Sa science.
- Al-Qarib : Il est proche de Ses créatures par Sa science alors l'obéissant est proche de Allah sans comment comme l'a dit Abou Hanifah.
- Al-Fatir : Celui qui a créé les créatures c'est-à-dire qu'Il les a fait exister du néant.
- Al-'Allam : À la même signification que Al-'Alim ; Celui qui a la science des fors intérieurs et des choses cachées que la science des créatures n'atteint pas. On comprend d'un verset : « Allah est Âllam [celui qui connait] les cachés » [Sourat At-Tawbah / 78]
- Al-Qadim : Celui qui n'a pas de début. Le Prophète a attribué Al-Qadim à l'un des attributs de Allah alors que les savants musulmans ont déduit qu'il est alors permis de dire Al-Qadim pour Allah lui-même et il y a unanimité des Jurisconsultes de l'islam sur la permission d'utiliser ce nom pour Allah, qui était d'ailleurs aussi mentionné par l'imam At-Tawahi dans son précis consacré au dogme islamique ainsi que par Al-Junayd.
- At-Tahir : Certains savants ont dit qu'il est permis d'utiliser ce nom pour Allah, mais l'imam Abou l-Haçan Al-Achariyy a dit que c'est interdit car on ne le trouve dans aucun texte authentique.

## Caractéristiques des noms de Dieu

### Doivent être cités dans le Coran ou la Sunnah
D’après Abd Allah Ibn Massoud, le Prophète a dit : « En cas de chagrin et de tristesse, le serviteur doit dire : « Mon Seigneur, je suis ton serviteur fils de Ton serviteur et de Ta servante. Mon toupet est dans Ta main. Ta juste sentence et Ton jugement s’appliquent à moi. Je Te demande à l’aide de tout nom que Tu T’es donné ou que Tu as révélé dans Ton livre ou appris à l’une de Tes créatures ou T’es réservé la connaissance dans Ton mystère de faire du Coran le printemps de mon cœur, la lumière de ma poitrine, le moyen de dissipation de ma tristesse et d’effacement de mes troubles. » (s’il dit cela) Allah efface ses troubles et sa tristesse et les lui substitue le soulagement ».
Al-Kalim at-Tayyib de Cheikh al-Islam Ibn Taymiyya rétabli par Cheikh al-Albani, p. 72.
Ce hadith précise les trois catégories des noms de Dieu :
- Ceux cités dans le coran (que Tu as révélé dans Ton livre)
- Ceux cités dans la sunnah (appris à l’une de Tes créatures)
- Ceux qu’Allah s’est réservé la connaissance.

« نحن لا يجوز لنا أن نسمي الله عز وجل بما لم يُسمِ هو به نفسه أو يسمه به نبيه، »
—  Al Albani,  موسوعة عقيدة 2682 

« "On ne peut pas appeler Allah par un nom qui n’a pas affirmé pour Lui-même, ou affirmé pour Lui par Son Messager , " »
— موسوعة عقيدة 2682

### Les noms ne peuvent pas être dérivés
Le cheikh Al Albani précise qu'on ne peut pas dériver les noms à partir des attributs.
« أسماء الله توقيفية، فلا يشتق لله عز وجل اسم من صفة تكون ثابتة له تبارك وتعالى »
—  al-Albani ,  موسوعة عقيدة المجلد 6 ص 185 

« les noms de dieu sont en accord avec un texte, on ne peut dériver un nom à partir d’un attribut . »
— موسوعة عقيدة المجلد 6 ص 185

#### La différence entre les noms et les attributs.
Il ne faut pas confondre les attributs avec les noms d’Allah, parce qu’on doit appeler Allah avec Ses noms, et non pas avec Ses attributs: وَللهِ الأَسْمَاء الْحُسْنَى فَادْعُوهُ بِهَا ﴾Allah a les noms parfaits, invoquez-Le par ces noms) , (sôurat al-ârâf, âyah 180).

« La croyance des gens de la sunna et du consensus en ce qui concerne les noms et les attributs d'Allah est de confirmer ce qu'Allah a confirmé sans altération, ni reniement, ni demander "le comment" et sans ressemblance à la créature.
La différence entre les noms et les attributs : le nom est ce avec quoi Allah s'est nommé et les attributs est ce avec quoi Allah s’est décrit. Et entre les deux la différence est voyante.
Donc, le nom est considéré comme une science sur Allah contenant un attribut. Et un nom entraîne toujours un attribut, exemple : "Allah est pardonneur et miséricordieux". Pardonneur : nom entraînant par cela le pardon ; et le miséricordieux : nom entraînant par cela la confirmation de la miséricorde.
Mais il n'est pas obligatoire qu'un attribut entraîne la confirmation du nom qui s'en découle. Par exemple la parole, ceci n'entraîne pas que l'on nomme Allah "le parleur". Donc de cela nous disons que l'attribut est plus vaste que le nom car le nom entraîne forcement un attribut alors que ce n’est pas tout attribut qui entraîne un nom. »

— Ibn Uthaymin, Question numéro 30 page 73 volume 11

## Les recherches des savants dans le recensement des noms d'Allah
Il existe plusieurs recensements des noms d'Allah, les savants sont d’accord sur les noms absolus cités dans le coran, pour les autres noms recensés, il y a des divergences suivant les critères que chaque savant a fixé.

### Les noms couplés et restreints
Les noms couplés  et restreints (الأسماء المضافة و المقيدة) font l'objet de controverse entre les savants, certains ne les ont pas considéré comme des noms de Dieu, parce qu’ils ne sont pas des noms absolus, tandis que d’autres savants les ont compté parmi les noms de Dieu.
Al Ridwany a insisté qu'il ne faut pas nommer Dieu avec ces noms séparément. Par exemple, le nom An-Nur (la lumière) est cité dans le coran couplé avec les cieux et la terre : « Allah est la Lumière des cieux et de la terre » (sourate an-Nur, verset 35) donc il est restreint à l’expression littérale du verset, et ne peut pas être cité séparément.
« و من الأسماء التي وردت في تلك الرواية المشهورة والتي لا تتوافق مع ضوابط الإحصاء لانعدام شرط الإطلاق: الرافع المحيي المنتقم ذو الجلال والإكرام الجامع النور الهادي البديع، فهذه أسماء مضافة أو مقيدة يصح تسمية الله بها على الوضع الذي ورد في النص كسائر الأسماء  المضافة الأخرى، لكن الأسماء  المعنية في حديث التسعة والتسعين هي الأسماء المفردة المطلقة التي تفيد المدح والثناء على الله بنفسها. »
—  Al Ridhwanee  ,  الشيخ الرضواني ,  كتاب أسماء الله الحسنى الثابتة في الكتاب والسنة، ص 639_653

« Et parmi ces noms mentionnés dans cette célèbre narration, et qui ne sont pas conformes aux règles du recensement, vu l'absence de la condition de l'appellation : الرافع Ar-Rāfi‘ ; المحيي Al-Muhyī;Dhul-Jalāli-wal-Ikrām  المنتقم ;  ذوالجلال والإكرام  Al-Muntaqim ; الجامع Al-Jāmi‘  ;النور  An-Nūr ;الهادي  Al-Hādi ; البديع Al-Badī‘. On peut nommer Dieu par ces noms couplés ou restreints, suivant l'expression littérale du texte, comme  tous les autres noms couplés. Mais les noms mentionnés dans le hadith des quatre-vingt-dix-neuf noms, sont les noms individuels et absolus, qui indiquent l'éloge et la louange de Dieu. »
— الشيخ الرضواني ,  كتاب أسماء الله الحسنى الثابتة في الكتاب والسنة، ص 639_653
Concernant le nom Dhul-Jalāli-wal-Ikrām (Seigneur de majesté et de générosité, Seigneur de gloire et d'honneur), cette phrase commence par un pronom Dhu, suivie de deux attributs d'Allah : al-Jalâl et al-Ikram. Le cheikh Al Ridwany précise :
« أما ذو الجلال والإكرام، فالجلال والإكرام وصفان لله، أما ذو فمن الأسماء الخمسة وليست  من الأسماء الحسنى، وقد ورد الوصفان في قوله تعالى (ويبقىٰ وجه ربك ذو الجلال والإكرام)55:27 »
—  Al Ridhwanee  ,  الشيخ الرضواني ,  كتاب أسماء الله الحسنى الثابتة في الكتاب والسنة، ص 80_653

« Concernant le nom Dhul-Jalāli-wal-Ikrām, al-Jalâl et al-Ikram sont deux attributs de Dieu, Dhu est un ces cinq noms, mais pas des plus beaux noms, ces deux attributs sont cités dans le verset : ([Seule] subsistera La Face [Wajh] de ton Seigneur, plein de majesté et de noblesse.) »
— الشيخ الرضواني ,  كتاب أسماء الله الحسنى الثابتة في الكتاب والسنة، ص 80_653
Le chercheur Abdul Aziz bin Nasser al-Jalil  dans son livre "Allah a les plus beaux noms" a indiqué :
« التنبيه الثامن: ما ورد مقيدًا من الأسماء الحسنى في القرآن الكريم، فلا يكون اسمًا بهذا الورود: 
وكذلك إذا ورد في الكتاب والسنة اسم فاعل يدل على نوع من الأفعال ليس بعام شامل، فلا يعد من الأسماء الحسنى. »
—  Abdul Aziz bin nasser al-jalil  ,  عبد العزيز بن ناصر الجليل ,  ولله الأسماء الحسنى، ص 36

« Le huitième avertissement: les noms restreints dans le coran, ne sont pas parmi les plus beaux noms.
Et aussi si le sujet (le nom d'un verbe), est indiqué dans le Coran et la Sunna, indiquant un type d'actes, non global et exhaustif, il n'est pas parmi les plus beaux noms. »
— عبد العزيز بن ناصر الجليل ,  ولله الأسماء الحسنى، ص 36
D'autre part, certains savants ont compté ces  noms (couplés et restreints) parmi les plus beaux noms, ces savants ont appliqué cette condition pour certains noms mais pas pour d’autres :
- Ibn Hajar a compté parmi les plus beaux noms certains noms restreints : al-Hâfidh et Al-Hasīb.
- Ibn Outhaymine a aussi compté certains noms restreints : al-Hâfidh, al-'Aalim, al-Muhît et al-Hafiyy.

### Comparaison des recherches
|                                           | Traduction | Nom du livre en arabe                      |
| ----------------------------------------- | --- | ------------------------------------------ |
| Al-Waleed ibn Muslim                      | La narration du hadith dans Jami` At-Tirmidhi introduite après la citation du hadith : ‘Allah a 99 noms’ , qui est la plus célèbre. | رواية الوليد بن مسلم عند الترمذي           |
| Cheikh Mouhammad Ibn Salih Ibn Outheymine | les règles authentiques dans les attributs et noms d'Allah.[réf. nécessaire]                                                        | القواعد المثلى في صفات الله وأسمائه الحسنى |
| Cheikh Mahmud Abdur-Razzaq Ridhwanee      | les plus beaux noms d’Allah établi dans le coran et la sunnah,                                                                      | أسماء الله الحسنى الثابتة في الكتاب والسنة |

|     | Arabe               | Transcription         | Al-Walid | Ibn Outheymine | Ridhwanee |
| --- | ------------------- | --------------------- | -------- | -------------- | --------- |
| 1   | الله                | Allah                 | Oui      | Oui            | Oui       |
| 2   | الرحمن              | Ar-Rahmān             | Oui      | Oui            | Oui       |
| 3   | الرحيم              | Ar-Rahīm              | Oui      | Oui            | Oui       |
| 4   | الملك               | Al-Malik              | Oui      | Oui            | Oui       |
| 5   | القدوس              | Al-Quddūs             | Oui      | Oui            | Oui       |
| 6   | السلام              | As-Salām              | Oui      | Oui            | Oui       |
| 7   | المؤمن              | Al-Mu'min             | Oui      | Oui            | Oui       |
| 8   | المهيمن             | Al-Mouhaymin          | Oui      | Oui            | Oui       |
| 9   | العزيز              | Al-‘Aziz              | Oui      | Oui            | Oui       |
| 10  | الجبار              | Al-Jabbār             | Oui      | Oui            | Oui       |
| 11  | المتكبر             | Al-Mutakabbir         | Oui      | Oui            | Oui       |
| 12  | الخالق              | Al-Khāliq             | Oui      | Oui            | Oui       |
| 13  | البارئ              | Al-Bāri’e             | Oui      | Oui            | Oui       |
| 14  | المصور              | Al-Musawwir           | Oui      | Oui            | Oui       |
| 15  | الغفار              | Al-Ghaffār            | Oui      | Oui            | Oui       |
| 16  | القهار              | Al-Qahhār             | Oui      | Oui            | Oui       |
| 17  | الوهاب              | Al-Wahhāb             | Oui      | Oui            | Oui       |
| 18  | الرزاق              | Ar-Razzāq             | Oui      | Oui            | Oui       |
| 19  | الفتاح              | Al-Fattāh             | Oui      | Oui            | Oui       |
| 20  | العليم              | Al-‘Alīm              | Oui      | Oui            | Oui       |
| 21  | القابض              | Al-Qabid              | Oui      | Oui            | Oui       |
| 22  | الباسط              | Al-Bāsit              | Oui      | Oui            | Oui       |
| 23  | الخافض              | Al-Khāfid             | Oui      | Non            | Non       |
| 24  | الرافع              | Ar-Rāfi‘              | Oui      | Non            | Non       |
| 25  | المعز               | Al-Mu‘izz             | Oui      | Non            | Non       |
| 26  | المذل               | Al-Moudhill           | Oui      | Non            | Non       |
| 27  | السميع              | As-Samī‘              | Oui      | Oui            | Oui       |
| 28  | البصير              | Al-Basīr              | Oui      | Oui            | Oui       |
| 29  | الحكم               | Al-Hakam              | Oui      | Oui            | Oui       |
| 30  | العدل               | Al-‘Adl               | Oui      | Non            | Non       |
| 31  | اللطيف              | Al-Latīf              | Oui      | Oui            | Oui       |
| 32  | الخبير              | Al-Khabīr             | Oui      | Oui            | Oui       |
| 33  | الحليم              | Al-Halīm              | Oui      | Oui            | Oui       |
| 34  | العظيم              | Al-Adhīm              | Oui      | Oui            | Oui       |
| 35  | الغفور              | Al-Ḡafhūr             | Oui      | Oui            | Oui       |
| 36  | الشكور              | Ash-Shakūr            | Oui      | Oui            | Oui       |
| 37  | العلي               | Al-Ali                | Oui      | Oui            | Oui       |
| 38  | الكبير              | Al-Kabīr              | Oui      | Oui            | Oui       |
| 39  | الحفيظ              | Al-Hafīdh             | Oui      | Oui            | Oui       |
| 40  | المقيت              | Al-Muqīt              | Oui      | Oui            | Oui       |
| 41  | الحسيب              | Al-Hasīb              | Oui      | Oui            | Oui       |
| 42  | الجليل              | Al-Jalīl              | Oui      | Non            | Non       |
| 43  | الكريم              | Al-Karīm              | Oui      | Oui            | Oui       |
| 44  | الرقيب              | Ar-Raqīb              | Oui      | Oui            | Oui       |
| 45  | المجيب              | Al-Mujīb              | Oui      | Oui            | Oui       |
| 46  | الواسع              | Al-Wāsi‘              | Oui      | Oui            | Oui       |
| 47  | الحكيم              | Al-Hakīm              | Oui      | Oui            | Oui       |
| 48  | الودود              | Al-Wadūd              | Oui      | Oui            | Oui       |
| 49  | المجيد              | Al-Majīd              | Oui      | Oui            | Oui       |
| 50  | الباعث              | Al-Bā‘ith             | Oui      | Non            | Non       |
| 51  | الشهيد              | Ash-Šahīd             | Oui      | Oui            | Oui       |
| 52  | الحق                | Al-Haqq               | Oui      | Oui            | Oui       |
| 53  | الوكيل              | Al-Wakīl              | Oui      | Oui            | Oui       |
| 54  | القوي               | Al-Qawi               | Oui      | Oui            | Oui       |
| 55  | المتين              | Al-Matīn              | Oui      | Oui            | Oui       |
| 56  | الولي               | Al-Wa'li              | Oui      | Oui            | Oui       |
| 57  | الحميد              | Al-Hamīd              | Oui      | Oui            | Oui       |
| 58  | المحصي              | Al-Muhsi              | Oui      | Non            | Non       |
| 59  | المبدئ              | Al-Mubdi‘             | Oui      | Non            | Non       |
| 60  | المعيد              | Al-Mu‘īd              | Oui      | Non            | Non       |
| 61  | المحيي              | Al-Muhyī              | Oui      | Non            | Non       |
| 62  | المميت              | Al-Mumīt              | Oui      | Non            | Non       |
| 63  | الحي                | Al-Hayy               | Oui      | Oui            | Oui       |
| 64  | القيوم              | Al-Qayyūm             | Oui      | Oui            | Oui       |
| 65  | الواجد              | Al-Wājid              | Oui      | Non            | Non       |
| 66  | الماجد              | Al-Mājid              | Oui      | Non            | Non       |
| 67  | الواحد              | Al-Wāhid              | Oui      | Oui            | Oui       |
| 68  | الصمد               | As-Samad              | Oui      | Oui            | Oui       |
| 69  | القادر              | Al-Qādir              | Oui      | Oui            | Oui       |
| 70  | المقتدر             | Al-Muqtadir           | Oui      | Oui            | Oui       |
| 71  | المقدم              | Al-Muqaddim           | Oui      | Oui            | Oui       |
| 72  | المؤخر              | Al-Mu’akhir           | Oui      | Oui            | Oui       |
| 73  | الأول               | Al-Awwal              | Oui      | Oui            | Oui       |
| 74  | الآخر               | Al-Ākhir              | Oui      | Oui            | Oui       |
| 75  | الظاهر              | Adh-Dhāhir            | Oui      | Oui            | Oui       |
| 76  | الباطن              | Al-Bātin              | Oui      | Oui            | Oui       |
| 77  | الوالي              | Al-Wāly               | Oui      | Non            | Non       |
| 78  | المتعال             | Al-Muta'āli           | Oui      | Oui            | Oui       |
| 79  | البر                | Al-Barr               | Oui      | Oui            | Oui       |
| 80  | التواب              | At-Tawwab             | Oui      | Oui            | Oui       |
| 81  | المنتقم             | Al-Muntaqim           | Oui      | Non            | Non       |
| 82  | العفو               | Al-Afuww              | Oui      | Oui            | Oui       |
| 83  | الرؤوف              | Al-Ra’ūf              | Oui      | Oui            | Oui       |
| 84  | مالك الملك          | Mālik-ul-Mulk         | Oui      | Non            | Non       |
| 85  | ذو الجلال و الإكرام | Dhul-Jalāli-wal-Ikrām | Oui      | Non            | Non       |
| 86  | المقسط              | Al-Muqsit             | Oui      | Non            | Non       |
| 87  | الجامع              | Al-Jāmi‘              | Oui      | Non            | Non       |
| 88  | الغني               | Al-Ḡhani              | Oui      | Oui            | Oui       |
| 89  | المغنى              | Al-Mughni             | Oui      | Non            | Non       |
| 90  | المانع              | Al-Māni‘              | Oui      | Non            | Non       |
| 91  | الضار               | Ad-Dār                | Oui      | Non            | Non       |
| 92  | النافع              | An-Nāfi‘              | Oui      | Non            | Non       |
| 93  | النور               | An-Nūr                | Oui      | Non            | Non       |
| 94  | الهادي              | Al-Hādi               | Oui      | Non            | Non       |
| 95  | البديع              | Al-Badī‘              | Oui      | Non            | Non       |
| 96  | الباقي              | Al-Baqi               | Oui      | Non            | Non       |
| 97  | الوارث              | Al-Wārith             | Oui      | Oui            | Oui       |
| 98  | الرشيد              | Ar-Rashīd             | Oui      | Non            | Non       |
| 99  | الصبور              | As-Sabur              | Oui      | Non            | Non       |
| 104 | الجميل              | al-Jamîl              | Non      | Oui            | Oui       |
| 121 | القاهر              | al-Qâhir              | Non      | Oui            | Oui       |
| 123 | القريب              | al-Qarîb              | Non      | Oui            | Oui       |
| 112 | الرب                | ar-Rabb               | Non      | Oui            | Oui       |
| 125 | المبين              | al-Mubîn              | Non      | Oui            | Oui       |
| 106 | الحافظ              | al-Hâfidh             | Non      | Oui            | Non       |
| 129 | المعطي              | al-Mu'tî              | Non      | Oui            | Oui       |
| 120 | العالم              | al-'Aalim             | Non      | Oui            | Non       |
| 134 | الوتر               | al-Witr               | Non      | Oui            | Oui       |
| 100 | الأحد               | al-Ahad               | Non      | Oui            | Oui       |
| 124 | المالك              | al-Mâlik              | Non      | Non            | Oui       |
| 130 | المليك              | al-Malîk              | Non      | Oui            | Oui       |
| 105 | الجواد              | al-Jawâd              | Non      | Oui            | Oui       |
| 109 | الخلاق              | al-Khallâq            | Non      | Oui            | Oui       |
| 110 | الديان              | ad-Dayan              | Non      | Non            | Oui       |
| 111 | الرازق              | ar-Raziq              | Non      | Non            | Oui       |
| 113 | الرفيق              | ar-Rafîq              | Non      | Oui            | Oui       |
| 116 | السيد               | as-Sayyid             | Non      | Oui            | Oui       |
| 114 | السبوح              | as-Subboûh            | Non      | Oui            | Oui       |
| 117 | الشافي              | ash-Shâfî             | Non      | Oui            | Oui       |
| 118 | الشاكر              | ash-Shâkir            | Non      | Oui            | Oui       |
| 119 | الطيب               | at-Tayyib             | Non      | Oui            | Oui       |
| 101 | الأعلى              | al-A'lâ               | Non      | Oui            | Oui       |
| 122 | القدير              | al-Qadîr              | Non      | Oui            | Oui       |
| 131 | المنان              | al-Mannân             | Non      | Oui            | Oui       |
| 127 | المحيط              | al-Muhît              | Non      | Oui            | Non       |
| 102 | الأكرم              | al-Akram              | Non      | Oui            | Oui       |
| 103 | الإله               | al-Ilâh               | Non      | Oui            | Oui       |
| 128 | المسعَّر              | al-Mosa'îr            | Non      | Non            | Oui       |
| 107 | الحفي               | al-Hafiyy             | Non      | Oui            | Non       |
| 133 | النصير              | an-Nasîr              | Non      | Oui            | Oui       |
| 132 | المولى              | al-Mawlâ              | Non      | Oui            | Oui       |
| 108 | الحييّ               | al-Hayyiyy            | Non      | Oui            | Oui       |
| 115 | الستير              | as-Sitîr              | Non      | Non            | Oui       |
| 126 | المحسن              | al-Muhsin             | Non      | Oui            | Oui       |

| Les noms en jaune  | les noms absolus cités dans le coran (الاسماء المطلقة)                         |
| Les noms en orange | les noms couplés et restreints cités dans le coran (الأسماء المضافة و المقيدة) |
| Les noms en vert   | les noms cités dans la sunna                                                   |

### Sources
- (en) Abû-Hâmid Al-Ghazâlî (trad. et notes par David Burrell and Nazih Daher), The Ninety-Nine Beautiful Names of God (Al-maqṣad al-asnā fī šarḥ asmāʾ Allāh al-ḥusnā), Cambridge, The Islamic Texts Society, 1992, 216 p. (ISBN 978-0-946-62131-6)
- Abû-Hâmid Al-Ghazâlî (Résumé par Cheikh Ismail Nabahani), Les 99 beaux noms de Dieu, La Ruche, 2019, 144 p. (ISBN 978-2-914-56611-7)
- Fakhr ad-Dîn ar-Râzî (trad. introduction et annotations par Maurice Gloton, préf. de Pierre Lory), Traité sur les noms divins (Lawâmiʿ al-bayyinât fî al-asmâʾ wa al-çifât : Le livre des preuves éclatantes sur les noms et les qualités), Paris, AlBouraq, 1999 (1re éd. 1986 (Dervy-Livres)), 680 p. (ISBN 978-2-841-61328-1)
- Ibn Ata Allah (trad. introduction et notes par Maurice Gloton), Traité Sur le Nom Allah, Paris, Les Deux Océans, 2001, 336 p. (ISBN 978-2-866-81100-6)

### Études (ordre antichronologique)
- Denis Gril, « La théophanie des noms divins, d’Ibn ‘Arabî à Abd el-Kader », dans Ahmed Bouyerdene, Éric Geoffroy et Setty G. Simon-Khedis (Dir.), Abd el-Kader, un spirituel dans la modernité, Damas, Presses de l’Ifpo, 2012, 300 p. (ISBN 978-2-351-59043-0, lire en ligne), p. 153-172
- (en) Louis Gardet, « al-Asmāʾ al-Ḥusnā », Encyclopaedia of Islam, Second Edition, Brill - Leyde, 2012 (online) (1re édition =?) (consulté le 25 octobre 2020)

- Mohyddin Yahia, « Noms divins », dans Mohammad Ali Amir-Moezzi, Dictionnaire du Coran, Paris, Robert Laffont, 2007, 981 p. (ISBN 978-2-221-09956-8), p. 602-607
- Maurice Gloton, Les 99 noms d'Allah, Paris, AlBouraq, 2019 (1re éd. 2007), 213 p. (ISBN 978-2-841-61331-1)
- (en) Carl W. Ernst, The Shambala Guide to Sufism, Boston, Shambala Publications, 1997, XXI, 264 (ISBN 978-1-570-62180-2), p. 81-119
- Daniel Gimaret, Les noms divins en islam : exégèse lexicographique et théologique, Paris, Cerf, 1988, 448 p. (ISBN 2-204-02828-2, présentation en ligne)
- Georges С. Anawati (préf. de Louis Gardet), Études de philosophie musulmane, Paris, Vrin, coll. « Études musulmanes, XV »,‎ 1974, 432 p. (lire en ligne), p. 381- 432, « Le Nom suprême de Dieu »